# Фондо Мури (Виченца)
Фондо Мури је насеље у Италији у округу Виченца, региону Венето.
Према процени из 2011. у насељу је живело 201 становника. Насеље се налази на надморској висини од 93 м.